# Port lotniczy Wyspa Bożego Narodzenia
Port lotniczy Wyspa Bożego Narodzenia (IATA: XCH, ICAO: YPXM) – port lotniczy położony na Wyspie Bożego Narodzenia, terytorium Australii.

## Linie lotnicze i połączenia
- Malaysia Airlines
  - obsługiwane przez Australia Indian Ocean Territories Airline (Kuala Lumpur)
- National Jet Systems (Wyspy Kokosowe, Perth)